# Велика пагода (Лондон)
Велика пагода — перший твір китайської архітектури в Європі. Була побудована в садах К'ю в 1761—1762 за проєктом придворного архітектора Вільяма Чемберса згідно з побажанням матері короля Георга III, Августи. Висота архітектурного капризу — 50 метрів, діаметр нижнього ярусу — 15 метрів. Усередині пагоди влаштовані сходи з 243 сходинок, дах облицьований кахельною плиткою.
Ця 10-ярусна восьмигранна споруда з сіруватої цегли у XVIII столітті сприймалася як еталон шинуазрі і найточніше в Європі відтворення китайської архітектури. Наслідування пагоди в К'ю з'явилися в Англійському парку Мюнхена та інших куточках Європи. За примхою кузини замовниці, Катерини II, співвітчизник Чемберса, Чарлз Камерон, спроєктував аналогічну споруду в центрі Китайського села Царського Села, проте проєкт не був утілений в життя.
З 2006 в літні місяці відкрита для туристів. Як і інші споруди королівських садів в К'ю, вона перебуває під охороною ЮНЕСКО як пам'ятка Всесвітньої спадщини.

## Цікаві факти
- З пагодою пов'язано кілька барвистих легенд. Зокрема, розповідають про те, що спочатку кожен ярус був прикрашений золотими фігурами драконів, які тримали у пащах по дзвонику, і що принц-регент, через постійну скруту, повелів демонтувати їх і продати. Насправді фігури драконів були дерев'яними і з часом просто згнили.